# Gepard (Automarke)
Gepard war eine deutsche Automarke.

## Unternehmensgeschichte
Helmut Kretzschmann gründete 1966 das Unternehmen in Bonn-Beuel und begann mit der Produktion von Automobilen. Der Markenname lautete Gepard. 1974 endete die Produktion nach 22 hergestellten Exemplaren.

## Fahrzeuge
Kretzschmann entwickelte einen eigenen Gitterrohrrahmen. Der Radstand betrug 214 cm. Die Coupé-Karosserie verfügte über Flügeltüren. Die Karosserie bestand aus dem Kunststoff Leguval der Bayer AG. Für den Antrieb sorgte der Vierzylindermotor vom NSU TT mit 1200 cm³ Hubraum. Der Neupreis betrug 6.000 DM für einen Bausatz und 15.000 DM für ein Komplettfahrzeug. Einige Fahrzeuge waren offene Rennwagen-Prototypen.